# Red Tuesday Bushfires

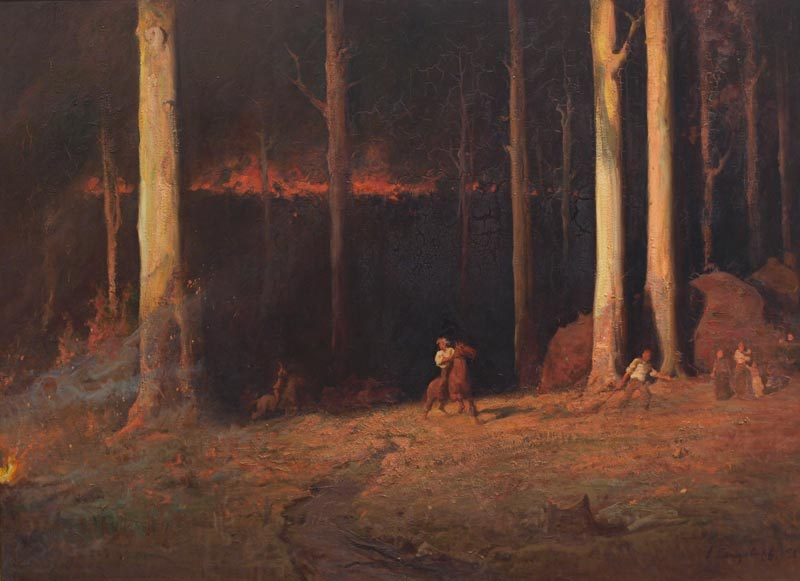
Brennendes Gippsland (John Longstaff) in der National Gallery of Victoria.

Die Red Tuesday Bushfires (deutsch: Roter-Dienstag-Buschfeuer) ereigneten sich am 1. Februar 1898 im südlichen Gippsland in Victoria in Australien. In diesen Buschfeuern kamen zwölf Menschen ums Leben, 2.000 Häuser wurden zerstört. 15.000 Menschen waren betroffen, von denen wurden 2.500 obdachlos.